# Doomsday for the Deceiver
Doomsday for the Deceiver ist das erste Studioalbum der US-amerikanischen Speed-Metal-Band Flotsam and Jetsam. Es erschien im Jahre 1986 über Metal Blade Records.

## Entstehung
Das größte Teil der Lieder für Doomsday for the Deceiver wurde nach dem Einstieg des Gitarristen Michael Gilbert im Februar 1985 geschrieben. Anschließend verbrachte die Band täglich bis zu vier Stunden im Proberaum, um sich für die Aufnahmen vorzubereiten. Die Aufnahmen fanden in den Music Grinder Studios in Los Angeles statt. Obwohl Metal-Blade-Chef Brian Slagel und die Band als Produzenten geführt werden, wurde die Hauptarbeit von Bill Metoyer erledigt, der offiziell als Tontechniker geführt wird.
Für die Aufnahmen hatte die Band nur zwei Wochen Zeit. Schlagzeuger Kelly David-Smith musste seine Parts innerhalb von zwei Tagen aufnehmen. Dabei wurde er von einer Wunde am Arm behindert. Insgesamt kosteten die Aufnahmen 12.000 Dollar. Das Albumcover wurde von Kevin Tyler gezeichnet und zeigt ein grünes Monster, das den Teufel bekämpft. Das Lied She Took an Axe bezieht sich auf Lizzie Borden, die zunächst des Mordes an ihren Eltern angeklagt und freigesprochen wurde. Der Führer ist ein Lied gegen Adolf Hitler.

## Titelliste
1. Hammerhead – 6:15
2. Iron Tears – 3:52
3. Desecrator – 3:49
4. Fade to Black – 2:05
5. Doomsday for the Deceiver – 9:12
6. Metal Shock – 8:17
7. She Took an Axe – 5:15
8. U.L.S.W. – 4:22
9. Der Führer – 5:46
10. Flotzilla – 6:07

## Rezeption
Eduardo Rivadavia von Allmusic bezeichnete Doomsday for the Deceiver als ein wichtiges Album für Fans des frühen Thrash Metal. Das britische Magazin Kerrang! bewertete das Album mit der Note „6K“, obwohl „5K“ eigentlich die Höchstnote des Magazins ist.
In dem Buch Best of Rock & Metal des deutschen Magazins Rock Hard, in dem die nach Meinung der Rock-Hard-Redaktion 500 stärksten Metal- und Hard-Rock-Alben aller Zeiten aufgeführt werden, belegte Doomsday for the Deceiver Platz 91. In der ebenfalls vom Rock Hard zusammengestellten Liste der besten Thrash-Metal-Alben aller Zeiten belegte das Album Rang 25.